# Berberana
Berberana ist eine spanische Gemeinde (municipio) in der Provinz Burgos der Autonomen Gemeinschaft Kastilien und León mit 48 Einwohnern (Stand: 2024). Zur Gemeinde gehört die Exklave Valpuesta.

## Lage
Berberana liegt etwa 100 Kilometer nordöstlich der Provinzhauptstadt Burgos zwischen dem Parque Natural del Gorbea und dem Parque Natural Montes Obarenes San Zadornil. Durch die Gemeinde fließt der Río Tumecillo. Im Gemeindegebiet befindet sich auch das Monumento Natural del Monte Santiago, ein 2400 Hektar großes Gebiet, das weitgehend naturbelassen ist. 

## Bevölkerungsentwicklung
| Jahr      | 1970 | 1981 | 1991 | 2001 | 2011 | 2021 |
| Einwohner | 128  | 123  | 98   | 88   | 73   | 54   |

## Sehenswürdigkeiten
- Cornelius-und-Cyprianus-Kirche (Iglesia de San Cornelio y San Cypriano) in Berberana
- Marienstift von Valpuesta
- Torre de los Sánchez de Velasco in Valpuesta

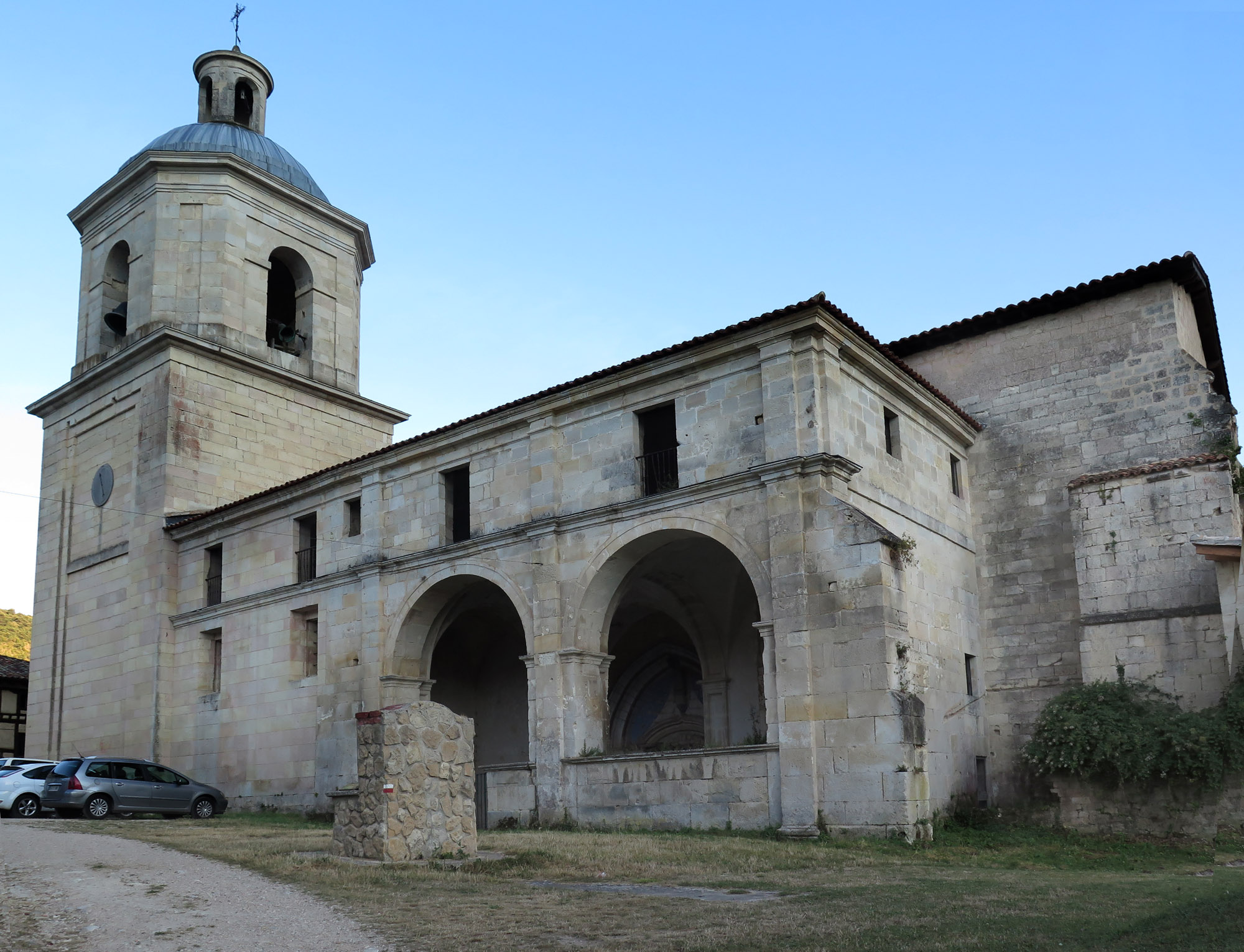
Marienstift von Valpuesta
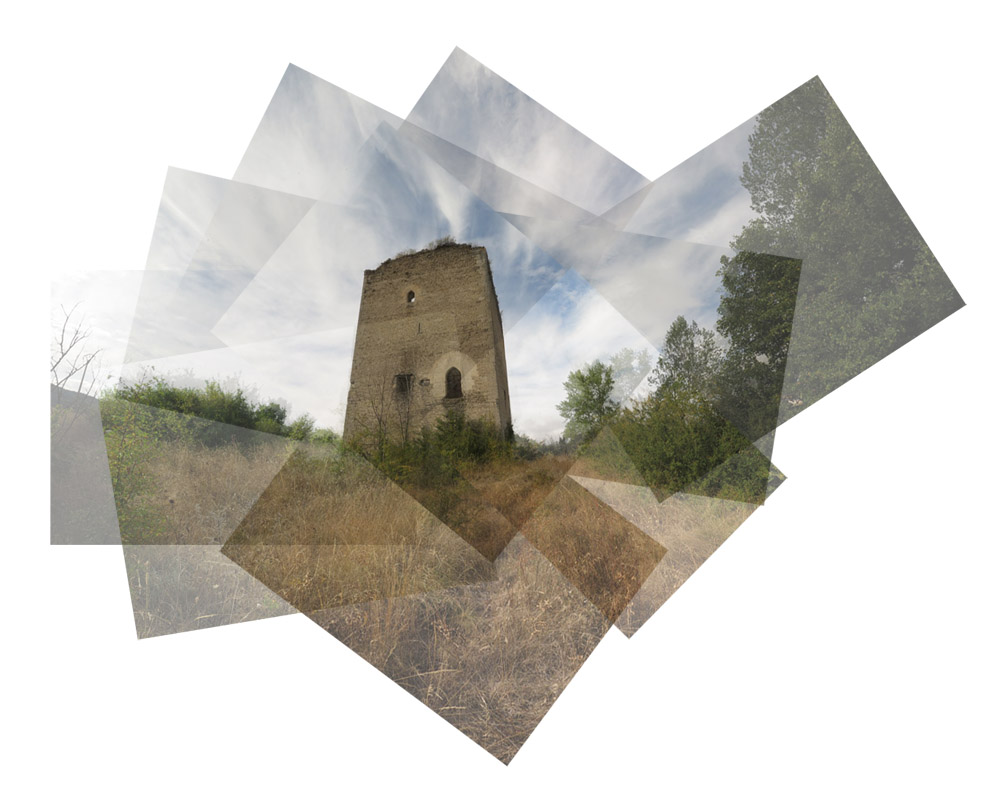
Torre de los Sánchez de Velasco